# Schlacht von Mutina
Die Schlacht von Mutina fand am 21. April 43 v. Chr. während des Mutinensischen Krieges, eines Abschnitts der römischen Bürgerkriege nach der Ermordung des Diktators Gaius Iulius Caesar, statt.
Der Caesaranhänger Marcus Antonius belagerte im Frühjahr 43 v. Chr. den an der Ermordung Caesars beteiligten Decimus Iunius Brutus Albinus in der Stadt Mutina (heute Modena) in Oberitalien und wurde wiederum von Truppen des römischen Senats bedrängt, die der Konsul Aulus Hirtius und Caesars Adoptivsohn Octavian (der spätere Augustus) kommandierten.
Obwohl Antonius in der Schlacht von Forum Gallorum am 14. oder 15. April eine Niederlage erlitten hatte, entschloss er sich, die Belagerung Mutinas fortzusetzen. Die Senatsfeldherrn wollten ihren Erfolg ausnutzen und Antonius zur Schlacht zwingen. Am 21. April rückten sie vor Mutina, und Antonius trat ihnen zunächst mit der Reiterei, dann auch mit zwei Legionen entgegen, um sie daran zu hindern, die Stadt zu entsetzen. Weitere Legionen, die er als Verstärkung anforderte, erreichten ihn nicht mehr rechtzeitig, um seine Niederlage zu verhindern. Octavian und Hirtius drangen sogar zeitweilig in Antonius’ Lager ein. Hirtius fiel allerdings bei der Aktion. Mit Hilfe der Legio V Alaudae konnte Antonius sein Lager zurückerobern, erkannte aber, dass seine Lage vor Mutina unhaltbar geworden war, und rückte am folgenden Tag Richtung Westen ab.
Da zwei Tage später auch der zweite Konsul, Gaius Vibius Pansa Caetronianus, an seinen in der Schlacht von Forum Gallorum erlittenen Wunden starb, blieb Octavian als einziger Feldherr des Senats (neben Decimus Brutus) übrig. Er vertrat aber fortan seine eigenen Interessen, was später im Jahr zum Zusammenschluss mit Antonius (Zweites Triumvirat) führte.